# Секрет Полишинеля
«Секрет Полишине́ля» (фр. «Le secret de Polichinelle») — фразеологическое выражение, обозначающее секретные сведения, получившие распространение среди широкой публики; мнимую тайну; «секрет на весь свет».
Выражение происходит от имени комического персонажа комедии дель арте — Полишинеля (фр. Polichinelle от итал. Pulcinella — Пульчинелла). Персонаж является глупым слугой, задирой, шутом и болтуном, который сообщал под видом секретов известные всем вещи. Появился на сцене ярмарочного театра в конце XVI века. В XVII веке был введён Мольером в комедию «Мнимый больной».
Под выражением «секрет Полишинеля» подразумевают тайну, которая не является таковой, просто все делают вид, что это секрет, и лишь немногочисленные простофили её не знают. Один из распространённых сюжетов заключался в следующем: Коломбина, жена Полишинеля, изменяет ему с Арлекином. Все персонажи знают этот секрет, но не говорят о нём, ибо все всё и так знают. Только один Полишинель не знает об измене, так как и не догадывается ни у кого спросить.